# Ščastja
Ščastja (in ucraino Щастя?; in russo Сча́стье?, Sčastje) è una città dell'Ucraina (11 411 abitanti) situata nel distretto di Ščastja, nell'oblast' di Luhans'k. Ospita l'amministrazione del distretto di Ščastja e della comunità territoriale di Ščastja, una delle comunità territoriali dell'Ucraina.
Fino al 18 luglio 2020 Ščastja apparteneva al distretto di Novoajdar abolito come parte della riforma amministrativa dell'Ucraina, che ha ridotto a otto il numero dei distretti dell'oblast' di Luhans'k. L'area del distretto di Novoajdar è stata trasferita al distretto di Ščastja.
Dal 19 aprile 2022, la città è sotto il controllo delle truppe russe.